# Fabián Ríos (político)
Roberto Fabián Ríos (Corrientes, 8 de febrero de 1964-Ituzaingó, 3 de octubre de 2022) fue un político argentino. De profesión ingeniero electricista, egresado de la Facultad de Ciencias Exactas de la Universidad Nacional del Nordeste, se desempeñó como senador nacional por la provincia de Corrientes entre el 10 de diciembre de 2003 y el 10 de diciembre de 2009.
Fue candidato a gobernador de Corrientes en 2009, representando a una alianza de corte netamente peronista, siendo derrotado en primera vuelta por sus rivales, Arturo y Ricardo Colombi. Tras esta elección, fue designado como presidente de Nación Fideicomisos S.A. Dos años después, en 2011, volvería a presentarse en una elección, pero como candidato a diputado nacional por Corrientes, cargo para el cual resultó elegido, obteniendo una victoria aplastante en consonancia con la victoria de la candidatura de la presidenta Cristina Fernández de Kirchner. Este resultado, le permitiría a la alianza Frente para la Victoria alzarse con tres de las cuatro bancas en juego, siendo Ríos la cabeza de lista de la agrupación.
Tras dos años en la Cámara de Diputados, en el año 2013 se presentaría como candidato a intendente de la Ciudad de Corrientes por el Frente para la Victoria. En estas elecciones, Ríos ganó la intendencia con el 49,2 % de los votos, y se desempeñó en el cargo hasta 2017. Ese año se presenta nuevamente para ser reelegido y cae derrotado ante Eduardo Tassano del frente electoral Eco Cambiemos, paradójicamente la categoría de concejales del frente que él integra sí logra una contundente victoria. 
En 2019 se presenta nuevamente a elecciones, esta vez en la categoría de concejales logrando un 19% de los votos y llevando a su sector político. Luego de ello es designado en un puesto administrativo en el Ente Binacional Yaciretá donde cumple tareas inherentes a su profesión de ingeniero.

## Biografía
Nació el 8 de febrero de 1964 en la ciudad de Corrientes. Desarrolló sus estudios secundarios en la Escuela Nacional de Educación Técnica N° 2 "Bernardino Rivadavia", finalizando en el año 1981, obteniendo el título de Técnico Mecánico Electricista, con el 2° promedio de la especialidad. Al año siguiente ingresó a la Facultad de Ciencias Exactas de la Universidad Nacional del Nordeste, de la cual regresó en el año 1988 con el título de Ingeniero Electricista. Durante su carrera, comenzó su incursión política militando en las filas de la Juventud Universitaria Peronista, llegando a ser elegido Presidente del Centro de Estudiantes, en los períodos 1984 - 1985 y 1985 - 1986 por una agrupación independiente llamada Convergencia Estudiantil Universitaria (CEU) donde había además militantes de la Juventud Demócrata Cristiana, la Juventud Intransigente, y sectores escindidos de la Juventud Radical. A su vez, durante esos años fue Secretario General Adjunto de la Mesa Nacional de la Juventud Universitaria Peronista, durante el período 1985 - 1987, Consejero Estudiantil de la Facultad de Ciencias Exactas y Naturales y Agrimensura de la UNNE en los períodos 1984 - 1985, 1985 - 1986 y 1986 -1987.
Consejero Superior de la Universidad Nacional del Nordeste, por el claustro de estudiantes en el período 1985 - 1987. Siendo por esos años archirrival en la interna peronista universitaria de Tamandaré Ramírez Forte, líder de Juventud Universitaria Peronista de la Facultad de Derecho y Ciencias Políticas de la UNNE y quien liderará por esos años la Juventud Universitaria Peronista de la UNNE junto a Jorge Capitanich de la Facultad de Ciencias Económicas. Más adelante el destino los uniría para afrontar el proceso de unificación del peronismo correntino que permitió su candidatura a gobernador, el liderazgo de Ramírez Forte del peronismo en la legislatura provincial y la obtención de la intendencia de la capital por parte de Camau Espínola.

## Carrera profesional
Mientras ejercía sus estudios universitarios en la Facultad de Ciencias Exactas y Naturales y Agrimensura de la UNNE, Fabián Ríos obtiene una pasantía en 1987 para trabajar en la Dirección Provincial Energía de Corrientes (DPEC) donde, una vez recibido como Ingeniero Electricista en 1988, continúa trabajando hasta 1993.
Luego de esto, inicia su carrera política desempeñando el cargo de Asesor del Bloque de Diputados Nacionales del Partido Justicialista, además de ser Miembro Asesor de la Comisión de Presupuesto y Hacienda y de Ciencia y Tecnología de la Cámara de Diputados de la Nación, desde 1995 hasta 1998. También en 1998, es designado Miembro del Gabinete de la Subsecretaría de Proyectos Sociales de la Secretaría de Desarrollo Social de la Nación, donde también trabaja como supervisor de los programas de la Subsecretaría de Proyectos Sociales en la Provincia de Corrientes.

## Carrera política
Entre 1999 y 2000 es designado Asesor del Bloque de senadores nacionales del Partido Justicialista y asesor de la Presidencia de la Comisión de Pequeña y Mediana Empresa de la Cámara de Senadores de la Nación Argentina.
En 1999, se presenta como candidato a diputado de la Provincia de Corrientes, representando a una alianza entre el Partido Justicialista y el Partido Nuevo de Corrientes, siendo elegido en las elecciones generales de octubre de ese año. Sin embargo, a poco de haber obtenido su mandato no pudo desempeñarlo, debido a la Intervención Federal a la Provincia de Corrientes dispuesta por el entonces Presidente Fernando De la Rúa.
Una vez finalizada la Intervención, en 2001 se presentó en las elecciones nuevamente como candidato a Diputado Provincial, pero esta vez, representando a la alianza que impulsaba la candidatura de Ricardo Colombi y Eduardo Galantini, como Gobernador y Vicegobernador respectivamente, siendo elegido en elecciones generales de octubre. Durante su corto mandato, fue designado Presidente de la Comisión de Presupuesto e Impuestos y miembro de la Mesa Directiva de la Cámara de Diputados de la Provincia de Corrientes. Sin embargo, debido a que tras la intervención la renovación de autoridades fue total, su mandato duró solo dos años ya que antes de asumir, debió realizarse un sorteo entre las autoridades electas, por el cual la mitad de los diputados electos debían concluir sus mandatos a los dos años, para poder cumplir con la ley de renovación parcial de autoridades cada dos años. Precisamente, de este grupo finalmente sería parte Ríos, ya que le tocaría ejercer un mandato de dos años.

### Legislador nacional
Finalmente, tras haber concluido su mandato, decide postularse como Candidato a Senador Nacional por Corrientes, siendo elegido en las elecciones de octubre de 2003. Su mandato comienza el 10 de diciembre de 2003. En el año 2008, fue designado presidente de la Comisión de Hacienda y Presupuesto de la Cámara de Senadores de la Nación Argentina, además de formar parte de otras comisiones. Su mandato finalizó el 9 de diciembre de 2009, tras lo cual fue designado presidente de Nación Fideicomisos S.A. Como uno de los director del Banco de la Nación Argentina, renunció para ejercer el cargo de Diputado nacional el 10 de diciembre de 2011.
Pese al alejamiento del kirchnerismo del Partido Demócrata Cristiano a nivel nacional, como en el Distrito Provincia de Corrientes del PDC se presentó aliado con el Frente Para la Victoria en las Elecciones legislativas de 2011 postulando como diputado Nacional Suplente al Dr. Juan Fernando Marcópulos, que al tener que renunciar Fabián Ríos en 2013 por ser elegido Intendente de la Capital provincial, Marcópulos lo reemplazó en la Cámara de Diputados, con mandato hasta 2015. Gracias a esto, el partido Demócrata Cristiano volvió a tener representación parlamentaria en el Congreso después de doce años.

### Candidato a gobernador

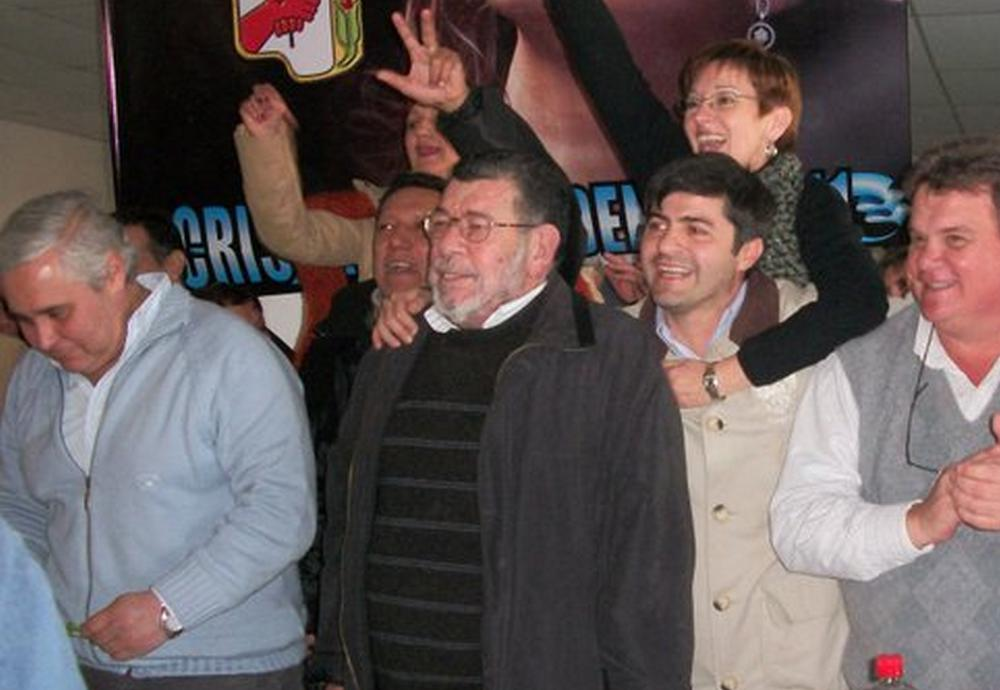
Fabián Ríos, a la izquierda, junto al exgobernador Hugo Perié, Tamandaré Ramirez Forte y otros dirigentes correntinos del Partido Justicialista (PJ).

Unos días antes de finalizar el año 2008, el Congreso del Partido Justicialista de Corrientes, decide llamar a elecciones internas abiertas en toda la Provincia para el 15 de febrero de 2009. Fabián Ríos decide así oficializar su precandidatura a Gobernador, enfrentando al entonces Presidente del PJ Correntino y Vicegobernador de la Provincia, Tomás Rubén Pruyas. El resultado dio un categórico triunfo del Senador Nacional por un 72% de los votos. Con este triunfo, Fabián Ríos se encaminó en un trabajo por intentar unir a un peronismo  Una de sus metas fue la separación del partido del gobernante Frente de Todos (idea a la que Pruyas se oponía ya que su intención era gobernar desde el Frente), y el establecimiento de una tercera fuerza para dirimir en las elecciones provinciales. Enfrente tenía a dos duros rivales políticos con experiencia: Los primos Ricardo y Arturo Colombi. Es así que Fabián Ríos comienza a tramar alianzas con sectores de izquierda y otros partidos como el Partido Demócrata Cristiano, el Partido Comunista etc. El 28 de junio de 2009, inicia una verdadera prueba de fuego para la nueva alianza del Partido Justicialista: El Frente Correntinos por el Cambio. Sin embargo, los candidatos presentados por esta alianza, no conformaron las expectativas del electorado, además de realizarse cambios a última hora que perjudiacron a la lista.[cita requerida] Los nombres de José Monti y María Carmona, figuraban como candidatos a senadores para enfrentarse a otros candidatos como Josefina Meabe de Mathó (por ese entonces Presidenta de la Cámara de Diputados de Corrientes y alfil liberal del Frente de Todos) y Nito Artaza (reconocido empresario humorista, que ya tuvo su participación en la UCR porteña y que representaba a Encuentro por Corrientes). Sin embargo, un fallo judicial hizo bajarse de la candidatura a María Carmona. 
Sin embargo, esto no hizo mella en el trabajo de Fabián Ríos, que aun así continuó al frente de su coalición. La segunda parada la iba a tener el 13 de septiembre, cuando su alianza participó en las elecciones para Gobernador de Corrientes. Para ello, sumó a su lista al medallista olímpico Carlos Mauricio Espínola, como candidato a Intendente de la capital Correntina. La alta imagen del medallista olímpico, hizo que el número de seguidores aumente y genere la expectativa suficiente como para encarar las elecciones. Uno de los objetivos fijados por Ríos en este intento de ir por la Gobernación, fue materializar la unidad del Partido Justicialista. Fue así que para conseguir sellar la unidad del Partido, convoca como compañero de fórmula a su rival de las internas del 15 de febrero, Tomás Rubén Pruyas, actual Vicegobernador. Esta decisión de unidad de dos sectores que parecían irreconciliables, fue vista con muy buenos ojos por parte de la sociedad, además de contar con el aprobado de una buena parte de la dirigencia política.
Sin embargo, a pesar de la buena oferta presentada por el peronismo, la fórmula sufriría la derrota en primera vuelta, al quedar marginada por escasísimos puntos, en una elección ampliamente repartida. Los números mostraban a Ricardo Colombi vencedor con el 36%, seguido por Arturo Colombi con el 32%, mientras que Ríos cosecharía el 31%, lo que lo relegaba de la segunda vuelta electoral. Ya en esa instancia, el peronismo decidiría tomar una actitud neutral respecto a los candidatos del balotaje o segunda vuelta, dejando la definición en manos de los intendentes electos de cada comuna. Sin embargo, a pesar de la derrota en lo provincial, la agrupación se llevaría una grata noticia con la obtención de la intendencia capitalina a manos de Carlos Mauricio Espínola.

### Intendente de Corrientes
Fue el Intendente de su ciudad natal desde el 10 de diciembre de 2013 hasta el 10 de diciembre de 2017.
En las elecciones del 4 de junio de 2017 perdió la reelección como intendente, resultando electo Eduardo Tassano con el 50,29% de los votos.

## Fallecimiento
Ríos se encontraba jugando al pádel en la localidad correntina de Ituzaingó. El incidente ocurrió pasadas las 18 hs. y en principio se habló de una descompensación mientras practicaba el deporte. La inesperada noticia, causó  conmoción en todo el arco político.